# Oliviero de Quintajé
Oliviero de Quintajé (Torre San Patrizio, 19 ottobre 1959 – Montefano, 21 settembre 2007) è stato un cantautore e musicista italiano.

## Biografia

### 1977-1986: formazione e prime esperienze
Oliviero de Quintajé inizia la sua carriera come musicista nel 1977 dopo un viaggio a Londra, al ritorno del quale forma il gruppo punk rock demenziale Banda D'Affari. La band dopo qualche concerto, pur ottenendo un interessamento da parte della Italian Records, si scioglierà per dissidi interni. Tra il 1979 e il 1983 de Quintajé si sposta fra Amsterdam, Berlino e Parigi proponendosi come solista con un repertorio di brani riarrangiati di gruppi come Velvet underground, Joy Division, David Bowie, Léo Ferré, Tom Waits ed altri.
Nel 1986 torna nelle Marche.

### 1987: The Lonely Boys
Nel 1987 inizia a suonare con i Lonely Boys, gruppo punk rock che dopo la partecipazione al festival milanese Indipendenti '87 organizzato dalla rivista Fare Musica e trasmesso da Rai 3, ed al successivo abbandono del cantante Miki Lamour, cercava una nuova voce ed autore di testi. Dal festival uscirà la compilation omonima che vedeva i Lonely Boys con il brano Jews (Just Wanna Have Fun). Il festival frutterà un contratto discografico con la Cobra Records e la pubblicazione di Jingle For A Jungle che vendette oltre 5500 copie, ottenendo ottime recensioni da riviste come Il Mucchio Selvaggio, Buscadero, Rockerilla e dalla stessa Fare musica. Ne seguirà un tour in Italia, Austria, Svizzera, Germania e Francia.
Nel 1992 Oliviero de Quintaje, anche in seguito al fallimento della Cobra Records ed alla difficoltà del gruppo di trovare nuovi contratti esce dai Lonely Boys che continueranno ancora per qualche anno con altre voci.

### 1994: Ebdo e Psicomachia
Nel 1994 inizia la collaborazione con Paolo F. Bragaglia al quale offrirà la voce prima nello spettacolo Ebdo, patrocinato dall'Accademia di belle arti di Macerata, poi in alcuni brani dell'album Magnum Chaos. Organizza poi sempre con Bragaglia lo spettacolo Psicomachia per il LXXI Congresso Internazionale della Società Dante Alighieri che vedrà un lungo tour in Francia..
In questo periodo si trasferisce in Francia dove si sposa, continuando la sua attività di cantautore.

### 2003: Sic Transit Gloria Mundi
Nel 2003 pubblica per la Rara Records il suo primo disco solista dal titolo Sic Transit Gloria Mundi.
Sempre in questo anno recita la parte del regista nel videoclip Dopplereffect di Bragaglia (regia di Paolo Doppieri) che vedeva alla voce Monica Demuru.

### 2004: Polyetnik Muzak
Nel 2004 riprende in mano il progetto PolyetnickMuzak che aveva inaugurato nel 1999 con il chitarrista irlandese Fintan O'Meara e temporaneamente abbandonato in seguito al ritorno di questo in Irlanda. I Polyetnik Muzak, per i quali de Quintajé prese il nome da una frase che Brian Eno disse ad un giornalista del TG1 che quando lo definì un "poliedrico musicista multietnico" rispose "I'm not a polyetnik muzak", pubblicarono il loro primo disco dal titolo Memorabilia sempre per la Rara Records con un tour che comprende, fra gli altri, festival come Polverigi Folk Festival, Veregra street, Bassabailando, Saltarua di Saltara, Monsano Folk Festival, Ferrara Busker Festival. Il disco vide anche la collaborazione di Gastone Pietrucci della Macina come ospite in un brano.
Il 21 settembre 2007 Oliviero de Quintajé muore a Montefano per una malattia al fegato contratta in India lasciando il disco successivo dei Polyetnik Muzak completo ma non ancora masterizzato. Da allora a Recanati ogni anno in settembre si celebra un festival a lui dedicato chiamato Memorabilia. Masnada vide quindi la pubblicazione solo nel 2013, dopo numerosi problemi di produzione, anche grazie all'impegno di questo festival. Al festival hanno partecipato fra gli altri, Francesco Di Giacomo, Elisa Ridolfi, Der Feuerkreiner, Paolo F. Bragaglia, La Macina, Mines, Massimo Ghiacci, Marino Severini della Gang, Joe Delirio, Têtes de Bois, Musica Per Bambini, Le-Li, Dogmi, Giorgio Canali.
Oliviero de Quintajé riposa nel cimitero comunale di Montefano.

## Discografia

### Solista
- 2002 - Sic Transit Gloria Mundi (CD, Rara Records)

### Con The Lonely Boys

#### Album
- 2002 - Jingle for a Jungle (Ep, Cobra Records)

#### Compilation
- 1987 - Indipendenti '87 - con il brano Jews (Just Wanna Have Fun) (Lp, Caesar's Records)
- 1988 - Adrenalina - con il brano Come On Right Now (LP, Radio One, Koala Recording)
- 1999 - Proiettili Italian Punk Waves 1977-1987 Vol.0 - con il brano Jews (Just Wanna Have Fun) (CD, Rock Impresa)

### Con i Polyetnik Muzak
- 2004 - Memorabilia (CD, Rara Records)
- 2013 - Masnada (CD, Rara Records - postumo)